# Trachelopachys machupicchu
Trachelopachys machupicchu là một loài nhện trong họ Trachelidae.
Loài này thuộc chi Trachelopachys. Trachelopachys machupicchu được Norman I. Platnick miêu tả năm 1975.